# Liga Panameña de Fútbol 2025
La Liga Panameña de Fútbol 2025, nota anche come Liga LPF Tigo 2025 per ragioni di sponsorizzazione, è la 61ª edizione della massima serie del campionato di calcio panamense. Il campionato è iniziato il 17 gennaio e si concluderà nel novembre 2025.
La stagione sarà divisa in due tornei separati, l'Apertura e il Clausura 2025, con lo stesso formato e le stesse squadre partecipanti, che decreteranno due campioni nazionali.
I campioni in carica sono Tauro e Indep. La Chorrera, vincitori rispettivamente dei campionati 2024 di Apertura e Clausura.

## Stagione

### Novità
Il campionato non prevede una formula di promozioni e retrocessioni, per cui le 12 squadre partecipanti sono le stesse dell'edizione precedente.

### Formula
Il campionato è diviso in due tornei separati, Apertura e Clausura, che assegnano due distinti titoli nazionali con la stessa formula.
Per entrambi i tornei è prevista una prima fase in cui le 12 squadre partecipanti sono suddivise in due gironi all'italiana, ognuno da 6 squadre, che giocano andata e ritorno con l'aggiunta di tre giornate (andata e ritorno) contro le squadre dell'altro girone, per un totale di 16 giornate. 
Al termine della stagione regolare, le prime tre classificate di ogni girone si qualificano per i play-off, con seconde e terze classificate che giocano un primo turno ad eliminazione diretta, mentre le vincenti dei gironi ottengono la qualificazione per la semifinale, per decretare la squadra campione del periodo. L'ultima classificata in base alla classifica aggregata è retrocessa in Liga de Ascenso.

## Squadre partecipanti
| Club               | Città                | Stagione precedente                            |
| ------------------ | -------------------- | ---------------------------------------------- |
| Alianza Panama     | Chilibre             | 4° in Apertura (Est); 5° in Clausura (Est)     |
| Árabe Unido        | Colón                | 6° in Apertura (Est); semifinali di Clausura   |
| Indep. La Chorrera | La Chorrera          | 1º turno di Apertura; campione di Clausura     |
| Herrera            | Chitré               | 1º turno di Apertura; 6° in Clausura (Ovest)   |
| Plaza Amador       | Panama               | Finale di Apertura; finale di Clausura         |
| Potros del Este    | Pacora               | Semifinali di Apertura; 6° in Clausura (Est)   |
| San Francisco      | San Francisco        | Semifinali di Apertura; 5° in Clausura (Ovest) |
| Sporting S.M.      | San Miguelito        | 5° in Apertura (Est); 1º turno di Clausura     |
| Tauro              | Panama               | Campione di Apertura; 4° in Clausura (Est)     |
| Universitario      | Panama               | 5° in Apertura (Ovest); 1º turno di Clausura   |
| UMECIT FC          | San Miguelito        | 4° in Apertura (Ovest); 4° in Clausura (Ovest) |
| Veraguas Utd       | Santiago de Veraguas | 6° in Apertura (Ovest); semifinali di Clausura |

## Apertura

### Stagione regolare

#### Girone Est
|  | Pos. | Squadra         | Pt | G  | V | N | P | GF | GS | DR |
|  | ---- | --------------- | -- | -- | - | - | - | -- | -- | -- |
|  | 1.   | Plaza Amador    | 31 | 16 | 9 | 4 | 3 | 23 | 16 | +7 |
|  | 2.   | Sporting S.M.   | 25 | 16 | 7 | 4 | 5 | 16 | 15 | +1 |
|  | 3.   | Tauro           | 20 | 16 | 5 | 5 | 6 | 24 | 19 | +5 |
|  | 4.   | Árabe Unido     | 19 | 16 | 5 | 4 | 7 | 17 | 17 | 0  |
|  | 5.   | Alianza Panama  | 18 | 16 | 4 | 6 | 6 | 18 | 23 | -5 |
|  | 6.   | Potros del Este | 16 | 16 | 3 | 7 | 6 | 17 | 24 | -7 |

Legenda:
      Qualificata ai play-off.

#### Girone Ovest
|  | Pos. | Squadra            | Pt | G  | V | N | P | GF | GS | DR  |
|  | ---- | ------------------ | -- | -- | - | - | - | -- | -- | --- |
|  | 1.   | Universitario      | 28 | 16 | 7 | 7 | 2 | 21 | 14 | +7  |
|  | 2.   | Indep. La Chorrera | 24 | 16 | 6 | 6 | 4 | 21 | 16 | +5  |
|  | 3.   | San Francisco      | 23 | 16 | 6 | 5 | 5 | 18 | 13 | +5  |
|  | 4.   | Veraguas Utd       | 19 | 16 | 5 | 4 | 7 | 17 | 28 | -11 |
|  | 5.   | UMECIT FC          | 18 | 16 | 4 | 6 | 6 | 16 | 19 | -3  |
|  | 6.   | Herrera            | 15 | 16 | 3 | 6 | 7 | 16 | 20 | -4  |

Legenda:
      Qualificata ai play-off.

### Fase finale

#### Primo turno
| Squadra 1          | Risultato | Squadra 2     |
| ------------------ | --------- | ------------- |
| Sporting S.M.      | 1 - 2     | San Francisco |
| Indep. La Chorrera | 0 - 0     | Tauro         |

#### Semifinali
| Squadra 1     | Totale | Squadra 2     | Andata | Ritorno |
| ------------- | ------ | ------------- | ------ | ------- |
| San Francisco | 3 - 2  | Universitario | 1 - 1  | 2 - 1   |
| Plaza Amador  | 5 - 4  | Tauro         | 2 - 1  | 3 - 3   |

#### Finale
| Squadra 1    | Risultato | Squadra 2     |
| ------------ | --------- | ------------- |
| Plaza Amador | 6 - 0     | San Francisco |

## Clausura

### Stagione regolare

#### Girone Est
|  | Pos. | Squadra         | Pt | G | V | N | P | GF | GS | DR |
|  | ---- | --------------- | -- | - | - | - | - | -- | -- | -- |
|  | 1.   | Alianza Panama  | 0  | 0 | 0 | 0 | 0 | 0  | 0  | 0  |
|  | 2.   | Árabe Unido     | 0  | 0 | 0 | 0 | 0 | 0  | 0  | 0  |
|  | 3.   | Potros del Este | 0  | 0 | 0 | 0 | 0 | 0  | 0  | 0  |
|  | 4.   | Plaza Amador    | 0  | 0 | 0 | 0 | 0 | 0  | 0  | 0  |
|  | 5.   | Sporting S.M.   | 0  | 0 | 0 | 0 | 0 | 0  | 0  | 0  |
|  | 6.   | Tauro           | 0  | 0 | 0 | 0 | 0 | 0  | 0  | 0  |

Legenda:
      Qualificata ai play-off.

#### Girone Ovest
|  | Pos. | Squadra            | Pt | G | V | N | P | GF | GS | DR |
|  | ---- | ------------------ | -- | - | - | - | - | -- | -- | -- |
|  | 1.   | Herrera            | 0  | 0 | 0 | 0 | 0 | 0  | 0  | 0  |
|  | 2.   | Indep. La Chorrera | 0  | 0 | 0 | 0 | 0 | 0  | 0  | 0  |
|  | 3.   | San Francisco      | 0  | 0 | 0 | 0 | 0 | 0  | 0  | 0  |
|  | 4.   | UMECIT FC          | 0  | 0 | 0 | 0 | 0 | 0  | 0  | 0  |
|  | 5.   | Universitario      | 0  | 0 | 0 | 0 | 0 | 0  | 0  | 0  |
|  | 6.   | Veraguas Utd       | 0  | 0 | 0 | 0 | 0 | 0  | 0  | 0  |

Legenda:
      Qualificata ai play-off.

### Fase finale

#### Primo turno
| Squadra 1 | Risultato | Squadra 2 |
| --------- | --------- | --------- |
| TBD       | X - X     | TBD       |
| TBD       | X - X     | TBD       |

#### Semifinali
| Squadra 1 | Totale | Squadra 2 | Andata | Ritorno |
| --------- | ------ | --------- | ------ | ------- |
| TBD       | X - X  | TBD       | X - X  | X - X   |
| TBD       | X - X  | TBD       | X - X  | X - X   |

#### Finale
| Squadra 1 | Risultato | Squadra 2 |
| --------- | --------- | --------- |
| TBD       | X - X     | TBD       |